# Richard cœur de Lion
Richard cœur de Lion  è un'opéra-comique in tre atti di André-Ernest-Modeste Grétry, su libretto di Michel-Jean Sedaine, andata in scena alla Comédie-Italienne di Parigi il 21 ottobre 1784. Ispirata a una leggenda sulla prigionia in Austria di re Riccardo I d'Inghilterra e sul suo salvataggio da parte del troviero Blondel de Nesle, quest'opera è la più celebre tra quelle composte da Gretry, "probabilmente il [suo] capolavoro", e una tra le più importanti dell'intera produzione lirica francese del XVIII secolo. 

## Vicende storiche
L'opera fu rappresentata per la prima volta, in tre atti, il 21 ottobre 1784 nella Salle Favart, sede dell'Opéra-Comique, che era stata all'epoca assorbita dalla rivale Comédie Italienne. A seguito del largo favore di pubblico riscosso, l'anno successivo ne fu messa a punto una seconda versione in quattro atti che fu data, peraltro senza molto successo, alla corte di Fontainebleau il 25 ottobre, e poi a Parigi il 21 dicembre. A seguito dell'esito insoddisfacente ottenuto dall'edizione in quattro atti, ne fu rielaborata rapidamente una terza versione, di nuovo in tre atti, che andò in scena alla Comédie-Italienne il 29 decembre, e che entrò quindi da allora stabilmente nel repertorio dell'Opéra-Comique. L'opera divenne enormemente popolare e continuò ad essere regolarmente messa in scena in Francia fino alla fine del XIX secolo, e anche dopo. Essendo stata tradizionalmente riguardata come un lavoro di stampo filo-monarchico, essa uscì dalle grazie del pubblico soltanto in connessione con i momenti rivoluzionari più caldi della storia francese, e scomparve quindi dal cartellone significativamente nei periodi compresi tra il 1791 e il 1806, tra il 1827 e il 1841 e tra il 1847 e il 1856. Fino al 1827 si contarono in totale ben 485 rappresentazioni. Nel 1841 Adolphe Adam elaborò una nuova orchestrazione per la ripresa di quell'anno all'Opéra-Comique e, nei decenni successivi, fino al 1910, si registrarono oltre 600 ulteriori rappresentazioni presso il teatro parigino.  Altre 302 si erano svolte al Théâtre Lyrique, sempre nella capitale francese, tra il 1856 e il 1868.

## Personaggi e interpreti
| Personaggio                                 | Tipologia vocale               | Cast della prima, 21 ottobre 1784 (Direttore: - )                 |
| ------------------------------------------- | ------------------------------ | ----------------------------------------------------------------- |
| Riccardo Cuor di Leone, re d'Inghilterra    | tenore                         | Philippe Cauvy, 'Philippe'                                        |
| Blondel, scudiero di Riccardo               | tenore                         | Jean-Baptiste Guignard, 'Clairval'                                |
| Il Siniscalco                               | parte parlata                  | Courcelle                                                         |
| Florestan, governatore del castello di Linz | basse-taille (basso-cantante)  | Philippe-Thomas Ménier                                            |
| Williams                                    | basse-taille (basso-cantante)  | Pierre-Marie Narbonne                                             |
| Mathurin                                    | tenore                         |                                                                   |
| Urbain                                      | tenore                         |                                                                   |
| Charles                                     | basse-taille (basso- cantante) |                                                                   |
| Guillot                                     | tenore                         |                                                                   |
| Un contadino                                | basse-taille (basso- cantante) |                                                                   |
| Antonio (travesti)                          | soprano                        | Rosalie de Saint-Évreux, 'Mlle Rosalie'                           |
| Marguerite, contessa di Fiandra e Artois    | soprano                        | Marie-Thérèse-Théodore Rombocoli-Riggieri, 'Mlle Colombe l'Aînée' |
| Laurette, figlia di Williams                | soprano                        | Louise-Rosalie Lefebvre, 'Madame Dugazon'                         |
| Béatrix, dama di Marguerite                 | soprano                        | Angélique Erbennert, 'Mlle Desforges'                             |
| Madame Mathurin                             | soprano                        |                                                                   |
| Colette                                     | soprano                        |                                                                   |

## Trama
- Atto primo: I contadini al ritorno dai campi si imbattono nel trovatore Blondel che è alla ricerca del re Riccardo. Williams, un gentiluomo inglese, compagno di crociate di Blondel, invia un invito galante alla figlia del governatore del castello, sicuro d'aver ritrovato re Riccardo. Giunge anche la contessa Marguerite alla ricerca dell'amato re Riccardo.
- Atto secondo: Il re, dal sotterraneo del castello sente Blondel che canta una lirica d'amore che lui stesso aveva dedicato a Marguerite e rispondendo al canto segnala la sua presenza. Blondel viene catturato e afferma di essere un messaggero di Laurette e si fa condurre dal governatore.
- Atto terzo: La romanza d'amore viene sentita anche dalla contessa che è sempre più convinta di essere vicino all'amato. Durante i festeggiamenti per le nozze d'oro di Mathurin irrompono i soldati della contessa che liberano il re tra il tripudio dei suoi amici.

## Discografia
- Charles Burles (Richard), Michel Trempont (Blondel), Mady Mesplé (Laurette), Danièle Perriers (Marguerite), Jacqueline Sternotte (Antonio) - Chœurs et Orchestre de Chambre de la Radio Télévision belge, direttore d'orchestra Edgard Doneux, EMI Classics, 1979.
- Hubert Zingerle (Richard), Peter Edelmann (Blondel), Marinella Pennicchi (Laurette), Barbara Pichler (Marguerite), Flavia Bernardi (Antonio) - Orchestra dei giovani del Conservatorio Claudio Monteverdi di Bolzano, Coro Lirico Gretry di Bolzano, direttore d'orchestra Fabio Neri, Nuova Era, 1990.